# Белгијски грифон
Белгијски грифон (ориг. назив: Griffon Belge) је малена пасмина пореклом из Белгије. Белгијски грифон представља једну од три варијетета расе (белгијски грифон, бриселски грифон и мали брабансон) који потичу од малог пса оштре длаке званог "Смоусје", који је вековима боравио у области Брисела. Достижу висину од 18-20 цм, а тежину свега од 2.5 до 5.5 кг.

## Историја
Ови мали пси су стално на опрезу и узгајани су да чувају кочије и да терају глодаре из штала. Након регистровања ове пасмине у 19. веку у књизи узгоја Белгијског кинолошког савеза, белгијска краљица Мери Хенријете се заинтересовала за ову расу. То је довело до извоза расе у иностранство и помогло да се њихова популарност рашири. У стварању белгијског грифона учествовале су многе пасмине укључујући кинг Чарлс шпанијела, мопса и мајмунског пинча.

## Карактеристике пса

### Нарав
Белгијски грифон је веома интелигентан пас, разигран, поносан, увек на опрезу и одан свом власнику. Такође је и знатижељан и привржен породици. Понашање је углавном смирено. Никада није агресиван, хиперактиван или напоран.

### Општи изглед
Белгијски грифон је мали пас складне, робусне грађе, скоро четвртасте. Глава представља најкарактеристичнији део тела. Прилично је велика у односу на тело а длака на глави је крута, усправна, те ствара густе бркове и браду. Очи су добро раздвојене, браон боје. Реп је усађен и ношен прилично високо.
Расни знаци белгијског грифона одговарају опису бриселског грифона, са разликом које боје су дозвољене код овог варијетета, а то су црна, црна са палежом и црна/црвено браон - мелирана.

#### Разлике између три варијанте ове расе - белгијски грифон, бриселски грифон и мали брабансон
Између себе они се разликују према боји и дужини длаке. Белгијски грифон има дужу длаку са чуперцима и шишкама по лицу, бриселски грифон има малу дужу длаку у односу на белгијског грифона, а мали брабансон има веома кратку и глатку длаку.

## Нега и здравље
С обзиром да је ово мала пасмина, захтева минималну количину простора, па је стога идеална за живот у стану. Томе још у прилог говори чињеница да веома лоше подносе хладне временске прилике. Што се тиче неге, нису претерано захтевни, довољно је четакње 3 пута недељно и шишање пар пута годишње.
Што се тиче здравља, белгијски грифон није склон озбиљнијим здравственим проблемима. Ретко се може јавити катаракта и дисплазија кука.
Животни век ове пасмине је од 12 до 15 година.